# Hiệu ứng Coandă

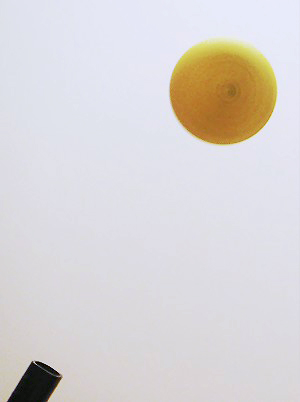
Trái bóng bàn xoay được giữ bởi luồng khí chéo bởi hiệu ứng Coandă. Trái bóng "tiếp xúc" với phần dưới của luồng khí, khi mà nó làm trái bóng không rơi xuống. Luồng khí khiến trái bóng cách một khoảng tới nguồn luồng khí, trong khi trọng lực ngăn cản trái bóng không bị thổi đi.

Hiệu ứng Coandă (/ˈkwɑːndə/ hoặc /ˈkwæ-/) là một loại tính chất của dòng chất lưu khi nó tiếp xúc với bề mặt lồi. Tính chất được đặt tên theo sau nhà phát minh người România Henri Coandă.
Coandă là người đầu tiên phát hiện ra ứng dụng thực tiễn của hiệu ứng và là tiền đề cho sự phát triển của máy bay cũng như máy điều hòa sau này.

## Khám phá
Người sớm nhất đã giải thích cho hiện tượng là Thomas Young khi ông cung cấp nó trong một bài giảng được gửi tới Hội Hoàng gia Luân Đôn vào năm 1800:

Áp lực phần bên làm thúc đẩy ngọn lửa của cây nến hướng tới luồng khí từ ống thổi khí là hoàn toàn có thể giống với áp lực làm dịu đi điểm uốn của luồng khí gần vật cản. Tạo nên những gợn sóng khi mà luồng khí thổi ra trên bề mặt nước. Nếu mang một vật lồi nào đó tiếp xúc với phần bên của luồng khí hoặc dưới luồng khí sẽ lập tức
tạo ra luồng khí lệch theo vật đó; và nếu vật được tự do di chuyển theo mọi hướng thì luồng khí sẽ đi thẳng...

Một trăm năm sau, Henri Coandă xác định được ứng dụng của hiệu ứng này trong lúc làm thí nghiệm với máy bay Coandă-1910 của ông, với thiết kế lạ thường. Động cơ làm tuabin đẩy khí nóng ra phía sau, và Coandă chú ý rằng luồng khí bị hấp dẫn tới bề mặt gần kề. Vào năm 1934, Coandă có được bằng sáng chế ở Pháp cho "phương pháp và dụng cụ làm lệch hướng chất lưu thành một chất lưu khác." Hiệu ứng được mô tả là "sự lệch hướng của dòng chất lưu đi thẳng khi tiếp xúc với vùng phụ cận của một bức tường lồi." Văn bản chính thức đề cập đến hiệu ứng Coandă là hai bằng sáng chế năm 1936 của Henri Coandă. Cái tên này được chấp thuận bởi nhà khí động lực học dẫn đầu là Theodore von Kármán, người đã có mối quan hệ khoa học gia lâu dài với Coandă trong các vấn đề về khí động lực học.

## Cơ học
Một dòng chất lưu được tạo ra kèm theo các áp lực xung quanh nó sẽ làm xuất hiện vùng áp suất thấp ở trên và dưới dòng chất lưu (xem Biểu đồ 1). Lực được tạo ra bởi áp suất thấp này sẽ làm cân bằng những luồng khí vuông góc ngay lập tức, khiến luồng khí đi theo một đường thẳng. Tuy nhiên, nếu có bề mặt chất lỏng được đặt ở gần, và gần như song song với luồng khí (Biểu đồ 2), sẽ khiến áp suất không khí bị giảm ở phần giữa luồng khí và bề mặt, điều này làm luồng khí không thể cân bằng nhanh được khi mà phần bên kia còn lại có áp suất thấp. Sự khác nhau về áp suất sẽ khiến dòng chất lưu không thể đi thẳng mà bị lệch đi, sau đó bám chặt và đi theo bề mặt (Biểu đồ 3). Dòng chất lưu sẽ bám chặt hơn nếu bề mặt cong hơn nữa (Biểu đồ 4). Nếu bề mặt không quá cong, luồng khí có thể, trong một vài trường hợp, bám chặt vào bề mặt ngay cả khi thổi 180° xoay quanh một bề mặt cong hình trụ, và vì vậy đi theo hướng ngược lại với hướng ban đầu. Lực gây thay đổi hướng đi của dòng chất lưu phải bằng và ngược với lực trên bề mặt mà dòng chất lưu chảy qua. Những hiệu ứng Coandă đem lại lực được dùng để nâng hoặc các dạng khác của chuyển động, phụ thuộc vào hướng đi của dòng chất lưu và bề mặt mà dòng chất lưu bám chặt. Một "vùng" nhỏ trên bề mặt tại chỗ mà dòng chất lưu bắt đầu (Biểu đồ 5) làm nổi bật lên sự đi trệch hướng của dòng chất lưu, rồi sau đó bám chặt vào bề mặt. Kết quả này cho thấy có một vùng xoáy áp suất nhỏ hình thành ở vùng này, làm thúc đẩy dòng chất lưu hướng về phía bề mặt.
Hiệu ứng Coandă có thể được áp dụng với mọi chất lưu, và vì vậy hiệu quả tương đương trong môi trường nước cũng như trong môi trường không khí.